# Tomopterna
A Tomopterna a kétéltűek (Amphibia) osztályába, a békák (Anura) rendjébe és a  Pyxicephalidae családjába tartozó nem.

## Elterjedése
A nembe tartozó fajok Afrika Szaharától délre fekvő területein honosak.

## Rendszerezés
A nembe az alábbi fajok tartoznak:
- Tomopterna ahli (Deckert, 1938)
- Tomopterna branchi Wilson and Channing, 2019
- Tomopterna cryptotis (Boulenger, 1907)
- Tomopterna delalandii (Tschudi, 1838)
- Tomopterna elegans (Calabresi, 1927)
- Tomopterna gallmanni Wasonga & Channing, 2013
- Tomopterna kachowskii (Nikolskii, 1900)
- Tomopterna krugerensis Passmore & Carruthers, 1975
- Tomopterna luganga Channing, Moyer & Dawood, 2004
- Tomopterna marmorata (Peters, 1854)
- Tomopterna milletihorsini (Angel, 1922)
- Tomopterna monticola (Fischer, 1884)
- Tomopterna natalensis (Smith, 1849)
- Tomopterna tandyi Channing & Bogart, 1996
- Tomopterna tuberculosa (Boulenger, 1882)
- Tomopterna wambensis Wasonga & Channing, 2013